# اسماعیل یاراحمدی
 اسماعیل خان یاراحمدی ملقب به سالار ارفع فرزند حیدر خان سرتیپ و نوه حاج احمد خان یاراحمد ازبزرگان خاندان یاراحمدی و از سیاستمداران ایرانی عصر پهلوی بود، که در دوره‌های  (دوازدهم و سیزدهم) مجلس بعنوان نماینده مردم بروجرد در مجلس شورای ملی حضور داشت.دوره های فوق الذکر ( سال 1318 شمسی لغایت1322شمسی ) مقارن است با ورود ارتش اشغالگر متفقین و همچنین پایان جنگ جهانی دوم...
حاج احمد خان یاراحمد، دارای پنج فرزند پسر با نامهای {حیدر خان سرتیپ}،{علی آقاخان امیرمظفر}،{عباس خان یاور}،{غلامحسین خان صمصام السلطنه} و{ محمد خان امیرامنع} بوده که القابشان نشان از ظهور و بروز روحیه نظامی گری و استعداد فرماندهی در راستای تامین امنیت و معیشت مردمان عصرخود می باشد.(پیشه اصلی امرار معاش این خانواده نیز در آن دوره از طریق حرفه کشاورزی و دامپروری در سطح وسیع بوده است ). حیدر خان سرتیپ  فرزند ارشداحمد خان یاراحمد ، پدر اسماعیل خان سالار ارفع بوده است.
قبایل لر در واقع بی آن که شورشی کرده باشند یا به جنگ پرداخته باشند، ناحیهٔ لرستان را به صورت دژ تسخیرناپذیری درآورده بودند. تمام مردان لر مسلح بودند ، بدون آن که سوء نیتی داشته باشند. این اقتدار سران لر باعث شده بود تا شیخ خزعل خود را با وصلت فامیلی و به عقد درآوردن دختر خود نافله برای یکی از سران  ایل بیرانوند به ایشان نزدیک کند. 
باوقوع قائله شیخ خزعل و در ادامه اعلام تصمیم مبنی بر استقلال و جدایی استان خوزستان یا محمره ازجنوب کشورایران با حمایت و تحریک عوامل دولت وقت امپراطوری بریتانیادر سال 1303 خورشیدی ،رضاشاه پهلوی با سمت نخست وزیری حکومت قاجار و فرماندهی کل قوا اقدام به ورود میدانی برای مقابله رودرو و تنبیه دارودسته شیخ خزعل می گیرد.   
اسماعیل خان یاراحمدی نیز توسط عموی خود{ محمد خان امیرامنع} پسر {احمد خان یاراحمد} ، به  عنوان فرمانده ای جوان ، لایق و پرشور مسئول تامین و سازماندهی نیروی مورد نیاز قشون اعزامی حکومت از ولایت لرستان به فرماندهی سپهبداحمدامیراحمدی  به منظور پیوستن و پشتیبانی لشگر جنوب با فرماندهی سپهبد فضل الله خان زاهدی ،سرلشگر امان اله خان جهانبانی و سرلشگرحسین جهانبانی گردید. یکی از دلایل  این انتصاب مضاف بر لیاقت و کاردانی ایشان نیز نسبت خانوادگی اسماعیل خان از جانب طایفه مادری ایشان(دختر احمد رستم خان از زعمای ایل بیرالوند در همان عصر) با طایفه بزرگ دیگری در لرستان است که نقش مهمی در تامین نیروی امنیتی مورد نیاز این لشگرکشی ایفاء نموده اند . 
```
 سابقه مثبوت اجداد و پدران این شاخه از خانواده یاراحمدی گویای سکونت ایشان دراستان فارس شهر شیراز و شهرستان بوانات، در عصر زندیه و در زمان پادشاهی کریم خان زندمی باشد که با ورود آغامحمد خان قاجار به عرصه حکمرانی کشور ایران در ژوئیه سال 1792 میلادی مطابق با 1171 شمسی ، دو برادر بزرگ تر این خانواده به دلیل داشتن مناصب بالای لشگری در دربار کریم خان زند و عدم همکاری در قضیه ورود آغا محمد خان به شیراز با دسیسه حاج ابراهیم خان کلانتر ، مغضوب آغا محمد خان قاجار قرار گرفته ، به ناچار تصمیم به مهاجرت و کوچ به سرحدات غربی کشور (سلیمانیه،خانقین و پنج وین)  واقع در دشت شیلر کشور عراق می گیرند. این امر میتواند یکی از دلایل وجود نام فامیل یاراحمدی در مناطق یاد شده باشد. م
[
۱
]
```